# Jeggings

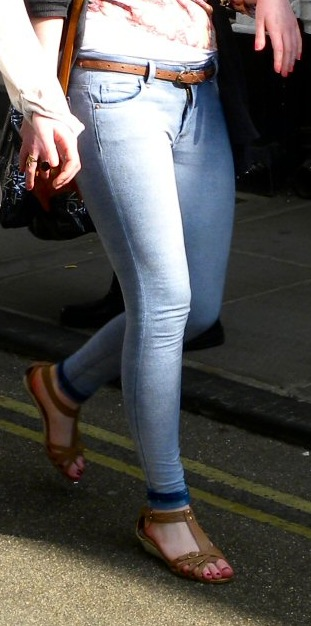
Jeggings

Jeggings (engl. aus Jeans und Leggings) sind Leggings mit der Anmutung einer hautengen Jeans.
Dabei kann der obere Teil mit echten Taschen, Knöpfen oder Reißverschluss wie eine Hose geschnitten sein, er kann aber auch wie Leggings nur mit einem dehnbaren Bund versehen sein, wobei Elemente wie Taschen und Knöpfe teils nur angedeutet sind. An den Unterschenkeln sind Jeggings ähnlich eng wie Leggings oder eine Strumpfhose, an den Waden teilweise auch mit einem Reißverschluss oder mit einer kleinen Überlänge, um sich an den Knöcheln in Falten zu legen.